# Розовая кукла
«Розовая кукла» (англ. The Pink Doll) — российский мультфильм, который создал режиссёр Валентин Ольшванг в 1997 году в Творческо-производственном объединении художественной мультипликации Свердловской киностудии при участии Школы-студии «ШАР».

## Сюжет
Весь день маленькая девочка проводит с няней. Вечером приходит мать, но, подарив девочке розовую куклу, удаляется на встречу со своим ухажёром. Девочка считает куклу очень реалистичной, поэтому ассоциирует её с собой, а себя с матерью. Так начинаются серьёзные переживания девочки, которая понимает, что этой куклой от неё откупились. Ночью же девочке снится страшный сон, в котором кукла воплощает все её страхи.

## Создатели мультфильма
- режиссёр: Валентин Ольшванг
- сценарист: Надежда Кожушаная
- художник-постановщик: Валентин Ольшванг
- xудожники: Мария Коновалова, Ксения Устюжанинова
- аниматоры: Валентин Ольшванг, Оксана Черкасова, Ксения Устюжанинова, Алексей Караев
- операторы: Сергей Решетников, Вячеслав Сумин
- директор: Валентина Хижнякова
- монтажёры: Л. Путятина, Л. Заложнева
- композитор: Д. Борисов
- звукорежиссёр: Надежда Шестакова

### Роли озвучивали
- Митя Ольшванг
- Людмила Денисенкова
- О. Питанова

### Музыка
Музыка записана на студии «ТУТТИ — RECORDS» звукорежиссёрами И. Черенковым и О. Урусовым при участии композитора А. Пантыкина. 

В фильме использованы:
- фрагменты оперы Дж. Пуччини «Тоска»
- песня «Лола» в исполнении Петра Лещенко.

## Художественные особенности
Фильм сделан в редкой и сложной технике: живопись по стеклу.

«Новейшая история отечественного кино», Лариса Малюкова:

«Розовая кукла» была задумана драматургом Надеждой Кожушаной в жанре анимационной страшилки: беспечная мама собирается на свидание с очередным поклонником и, чтобы скрасить дочке одиночество, оставляет её наедине с розовой куклой — той самой куклой, что бродит по городу и почём зря губит маленьких детей. (…) В Розовой кукле создаётся иллюзия завороженного падения в пропасть детских снов, фантазий и кошмаров. Чувственный эффект достигается игрой масштабов и ракурсов, нервным ритмом внутрикадрового движения и графическим сгущением реальности: рисунок Валентина Ольшванга — быстрый, нарочито небрежный, почти агрессивный — так по-детски раскрашен цветными карандашами с преобладанием очень тёмного розового, закипающего в кровь. Художник, несомненно, самостоятелен в своей авторской манере, но при этом к традициям восприимчив, и ясно, кто ходит в предтечах: Алексеев, Старевич, Цехановский, шестидесятники. Но в ещё большей степени его «письмо» пропитано влиянием живописи Брейгеля, Шагала, современного примитивиста Альберта Эберта.

## Призы и награды
- 1997 — «Святая Анна» (Лучший анимационный фильм, II премия)[3]
- 1997 — МКФ «КРОК»: Приз Союза кинематографистов[3][4]
- 1997 — МКФ молодого кино «Кинофорум»: Приз «Серебряный гвоздь» за лучший анимационный фильм[3][5]
- 1997 — МКФ неигрового и анимационного кино в Лейпциге, Германия, Приз «Серебряный Голубь»[3][4]
- 1997 — Открытый российский фестиваль анимационного кино в Тарусе: Приз «За прорыв»[3]
- 1997 — Открытый российский фестиваль анимационного кино в Тарусе: Приз за лучшую драматургию[6]
- 1998 — МКФ анимационных фильмов в Загребе: Первый приз[3]
- 1998 — МКФ анимационных фильмов в Хиросиме: Специальный приз[3]
- 1998 — МКФ анимационных фильмов в Штутгарте: Приз города[3][4]

## Публикации сценария
- Собрание сочинений Надежды Кожушаной «Зеркало для героя» в двух томах. Том второй «Простое число», Центр культуры и просвещения «СЕАНС», Санкт-Петербург, 2017 г. В издание также вошла заявка на фильм.
- Журнал «Киносценарии», 1996 г., № 3, Надежда Кожушаная «Розовая кукла».